# حباك فوكس
حباك فوكس (الاسم العلمي: Ploceus spekeoides) نوع من الطيور الصغيرة من فصيلة الحباك، متوطن في أوغندا.